# Balduin al II-lea de Constantinopol

Blazonul Imperiului Latin de Constantinopol.

Balduin al II-lea de Constantinopol (de Courtenay) (1217, Constantinopol – octombrie 1273, Napoli) a fost ultimul împărat al Imperiului Latin de Constantinopol.
A fost fiul mai tânăr al Yolandei de Flandra, sora primilor doi împărați latini de Constantinopol, Balduin I și Henric I. Soțul Yolandei, Petru al II-lea de Courtenay, a fost cel de al treilea împărat și a fost succedat de fiul său, Robert I, la a cărui moarte în 1228 succcesiunea a trecut asupra fratelui său mai mic, Balduin al II-lea, pe atunci un copil în vârstă de 11 ani.
Confruntați cu minoratul lui Balduin, dar mai ales cu faptul că la vremea respectivă, Imperiul Latin de Constantinopol se afla într-o avansată stare de declin, baronii latini din Constantinopol l-au ales pe Jean de Brienne (rege titular al Ierusalimului) ca împărat-regent pe viață, urmând ca Balduin să preia guvernarea asupra provinciilor asiatice ale Imperiului Latin odată cu împlinirea vârstei de 20 de ani. De asemenea, Balduin urma să o ia în căsătorie pe Marie of Brienne, fiica lui Jean cu cea de a treia soție a sa, Berenguela de Leon, iar la moartea viitorului său socru să se bucure de stăpânirea asupra întregului Imperiu. Contractul de căsătorie a fost pus în practică în 1234.

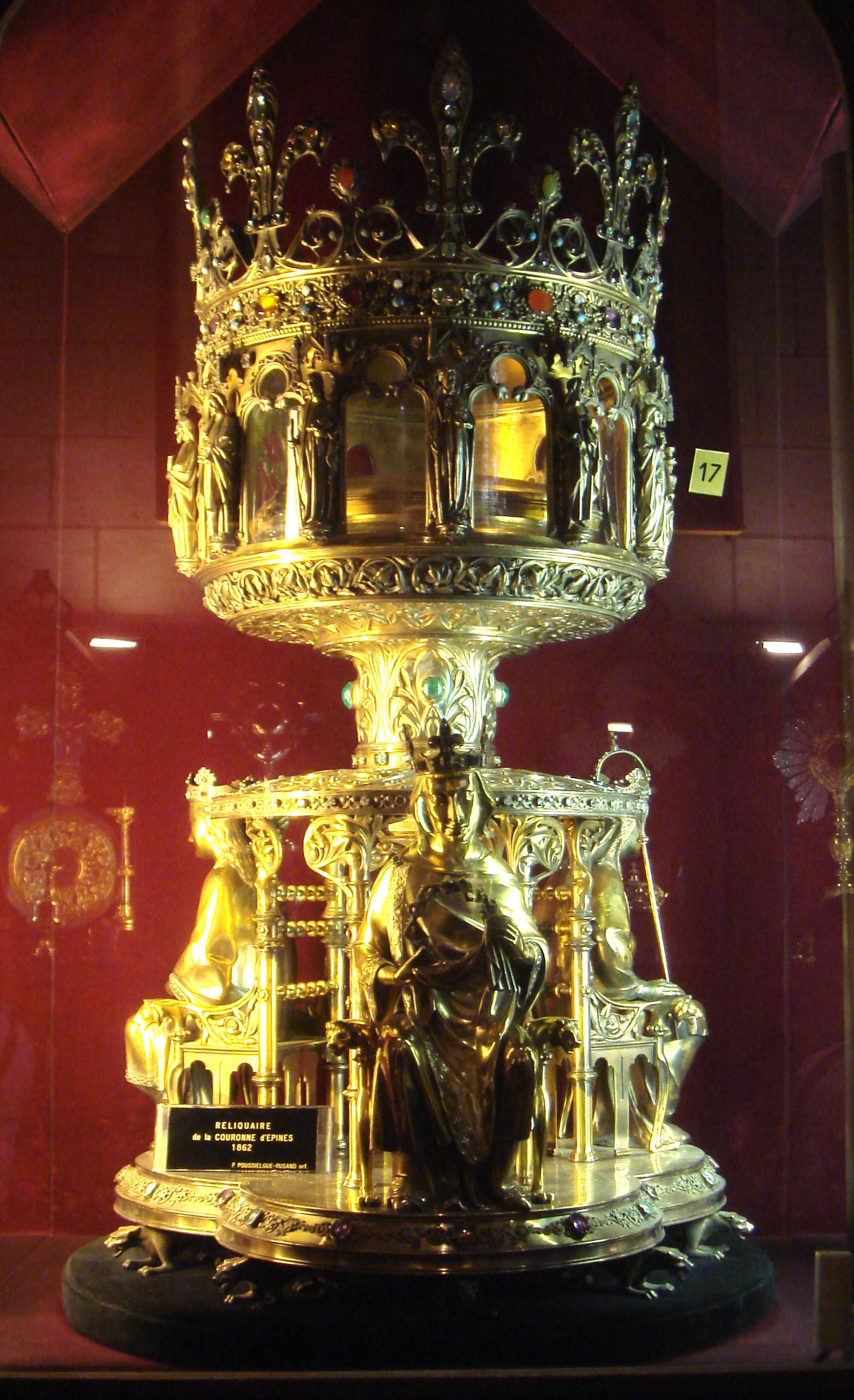
Sfânta Coroană a lui Isus Hristos a fost cumpărată de regele Ludovic cel Sfânt al Franței de la Balduin al II-lea.

Teritoriul care se afla în mâinile noului împărat nu reprezentau decât cu puțin mai mult decât orașul însuși al Constantinopolului. De asemenea, situația financiară se afla în pragul disperării, drept pentru care toată activitatea politică a lui Balduin al II-lea s-a limitat la apeluri disperate adresate suveranilor Europei occidentale, cerșind în permanență curților europene trimiterea de ajutoare financiare și/sau militare. În anul 1236, Balduin a călătorit în Occident, vizitând Roma, Franța și Flandra, căutând să găsească resurse financiare pentru a putea recruta o armată cu care să recupereze teritoriile pierdute.
În 1237, Balduin al II-lea a amanetat Coroana cu spini a Mântuitorului către un negustor venețian. Eforturile sale au avut succes, iar în 1240 a revenit la Constantinopol, parcurgând Germania și Ungaria în fruntea unei armate considerabile. Evoluția evenimentelor l-a împiedicat pe Balduin să profite de pe urma acestui ajutor, așa încât în 1245 a trebuit să întreprindă o nouă călătorie în Occident, începând cu Italia și continuând cu Franța, unde a petrecut zece ani (timp în care imperiul s-a aflat sub regența soției sale, Marie, și a lui Philip de Toucy). În schimbul unor moaște de sfinți aduse de la Constantinopol,Balduin a reușit să obțină o sumă de bani din partea regelui Franței, Ludovic cel Sfânt. De asemenea, în 1249 s-a aflat alături de regele Ludovic la asediul asupra Damiettei în Egipt, în cadrul cruciadei a șaptea.
În paralel cu evenimentele din Imperiul Latin, Balduin s-a îngrijit de problemele legate de succesiunea Flandrei. Astfel, în 1237 a obținut sprijinul regelui Ludovic cel Sfânt al Franța și al contesei de Flandra, reușind să aranjeze lucrurile astfel încât sora sa Margareta să piardă puterea, iar el să devină conte de Namur. Totuși, Balduin nu a ajuns practic niciodată acolo, iar după invadarea și cucerirea Namurului de către contele Henric al V-lea de Luxemburg în 1256, el și-a vândut drepturile asupra comitatului vărului său, Guy de Dampierre, conte de Flandra.
Strâmtorarea financiară extremă l-au adus pe Balduin în situația de a-l preda pe propriul său fiu, Filip, în mâinile negustorilor venețieni, ca garanție pentru un împrumut (mai târziu, Filip va fi răscumpărat de către regele Alfonso al X-lea al Castiliei). Se estimează că, în vremea lui Balduin al II-lea, populația Constantinopolului a ajuns la cifra cea mică din întreaga sa istorie (circa 35 000 locuitori).
Cu toate eforturile sale disperate, în 1261 Constantinopolul a fost recucerit de către bizantini, prin Mihail al VIII-lea Paleologul, împăratul bizantin de la Niceea, astfel încât domnia efectivă a lui Balduin a ajuns la sfârșit. El a reușit să scape din Constantinopol, îmbarcându-se într-o galeră venețiană și ajungând la Negroponte (Eubeea), posesiune venețiană, după care a urmat itinerariul prin Atena, Apulia, ajungând în cele din urmă în Franța. Ca împărat titular, a continuat aceeași politică, anume să solicite ajutor din partea puterilor occidentale. În 1267 a trecut în Italia de unde spera să obțină sprijin de la Carol I de Anjou, regele Siciliei. Acesta din urmă era într-adevăr preocupat de ideea recuceririi Constantinopolului, fiind un adversar declarat al lui Mihail al VIII-lea al Bizanțului. Drept urmare, Balduin și Carol au semnat Tratatul de la Viterbo în luna mai 1267. Cu toate acestea, planurile au fost zădărnicite ca urmare a episodului Vecerniilor Siciliene - o răscoală care i-a alungat pe Angevini din Sicilia și care, din câte se pare, ar fi fost finanțată de Mihail Paleologul. Pe parcursul anului următor, Balduin și fiul său Filip au trăit doar de pe urma veniturilor acordate de Carol de Anjou, devenit rege al Neapolelui. În octombrie 1273 Filip s-a căsătorit cu Beatrice, fiica lui Carol I al Neapolelui, la Foggia, însă câteva zile mai târziu Balduin a murit.